# Alfeld (Mittelfranken)
 Ikke at forveksle med Alfeld.
Alfeld er en kommune i Landkreis Nürnberger Land i dentyske delstat Bayern, med knap 1100 indbyggere.

## Inddeling
Kommunen Alfeld består 18 bydele og landsbyer:
| - Alfeld - Claramühle - Haubmühle - Kauerheim - Kirchthalmühle - Kursberg - Lieritzhofen - Nonnhof - Otzenberg | - Pollanden - Regelsmühle - Rosenmühle - Röthenfeld - Seiboldstetten - Waller - Wettersberg - Wörleinshof - Ziegelhütte |

Nabokommuner er (med uret fra nord): Pommelsbrunn, Birgland, Lauterhofen, Happurg.

## Galleri
- Hovedgaden i Alfeld
- Neo-renaissance Villa, Untere Bach Street
- Panorama over Alfeld